# Ґриґор I Маміконян
Григор I Маміконян (вірм. Գրիգոր Ա Մամիկոնյան; д/н —685) — 4-й гахерец ішхан (головуючий князь) Вірменії в 662—685 роках.

## Життєпис
Син нахарара Давида Маміконяна. Замолоду був один з заручників халіфа у Дамаску. Зумів повернутися до Вірменії 658 року. 662 року після смерті свого брата Хамасаспа IV, новий халіф Муавія I призначив Григора Мамяконяна гахерец ішханом (головуючим князем) у 662 році.
Зберігав вірність халіфу, більше уваги приділяв збереженню християнства, будівництву церков, активно співпрацював з Анастасом I, Ізраїлем I й Сааком I — каталикосами Вірменської апостольської церкви. Підтримавши першого у встановленні фіксованого церковного календаря. Григор I Маміконян переніс мощі Григорія Просвітителя з Тордану до Ечміадзині (монастиря Глхойванк). Верхню щелепу святого передав небожеві своєї дружини Маріам — Вараз Трдату I, верховному князю Кавказької Албанії.
У 681 році, скористався повстаннями проти нового халіфа Язида I, повставши проти арабського панування. Зумів звільнити значну частину Вірменії. Проте 685 року на Кавказ вдерлися хозарські загони, почавши плюндрувати Кавказьку Албанію. Григор Маміконян рушив на допомогу, але у битві зазнав нищівної поразки й загинув.
Новим гахерец ішханом було обрано Ашота Багратуні.